# Деятельность украинских националистов в Белоруссии
Деятельность украинских националистов в Белоруссии (укр. Діяльність українських націоналістів в Білорусі, бел. Дзейнасць украінскіх нацыяналістаў у Беларусі) — действия Украинской повстанческой армии и других украинских националистических организаций на юге Белорусской ССР во время и после Великой Отечественной войны.

## Предыстория
В силу обстоятельств и географического положения особенно важным был для украинских националистов вопрос взаимоотношения с белорусами. На территории белорусского Полесья ОУН начала создавать свои структуры ещё в 1930-е годы. Одно из его отделений было возглавлено Степаном Бандерой, которого польские власти в 1934 году приговорили к пожизненному заключению за убийство польского министра внутренних дел Бронислава Перацкого. До войны он успел побывать в заключении в Брестской тюрьме, расположенной в Западной Белоруссии. 13 сентября 1939 года, через несколько дней после нападения Германии на Польшу, тюремная администрация покинула город, и вскоре Бандера, наряду с остальными украинскими националистами — узниками Брестской крепости, вышел на свободу.
После вхождения Западной Белоруссии и Западной Украины в состав Советского Союза подпольные структуры ОУН, действовавшие при непосредственной поддержке германских спецслужб в указанных регионах как антипольские, достались «по наследству» СССР. Правда, в новых исторических условиях они приобрели явный антисоветский характер, сохранив при этом прежних кураторов.
Германские спецслужбы использовали кадры украинских и белорусских националистов для создания в приграничных советских районах агентурной сети. Также они задействовались кураторами для контроля за деятельностью друг друга. Например, весной 1941 года в Кракове был завербован абвером под псевдонимом «Рак» будущий руководитель так называемой Белорусской партии независимости Всеволод Родько. По заданию абвера «Рак» выяснял, какими связями располагает ОУН на советской территории, какая практическая работа проводится организацией.
В период с сентября 1939 по июнь 1941 года советские органы безопасности выявили и нейтрализовали на территории Белорусской ССР деятельность ряда структур ОУН. Однако полностью ликвидировать оуновское подполье не удалось.
С началом Великой Отечественной войны, когда южные районы Белоруссии были включены германскими оккупационными властями в состав рейхскомиссариата «Украина», деятельность украинских националистов на белорусской территории значительно активизировалась.

## Действия в условиях германской оккупации

### Полесская сечь в Белоруссии в 1941—1943 годах
Сразу после нацистской оккупации в июне 1941 года известный украинский националист Тарас Боровец по кличке Бульба (из-за этого местные жители прозвали бойцов его отряда бульбашами, а историки — бульбовцами), надеясь на благосклонность немцев к идее независимой украинской державы, издал «приказ № 1» о создании «украинской милиции» и повстанческих отрядов для проведения диверсий, уничтожения транспорта, сбора разведданных в тылу советских войск. Но, несмотря на тяжёлую военную обстановку, восстания как такового не было. На долю «сечевиков» выпал захват тюрем, отбивание колонн мобилизованных в РККА и запасников, транспортов с заключёнными, нападение на склады и транспорты с оружием, уничтожение мелких подразделений НКВД и милиции.
В августе 1941 года он издаёт приказ об объединении разрозненных групп украинских националистов в Полесье в единое вооружённое формирование — «Полесскую сечь», которая спустя несколько месяцев сменило название на Украинскую повстанческую армию (УПА). Тарас «Бульба» Боровец и стал её руководителем.
Штаб-квартира бульбовцев расположилась в городке Олевск (ныне районный центр в Житомирской области), что расположен около нынешней украинско-белорусской границы. 5 сентября 1941 года туда прибыл немецкий гебитскомиссар, который предложил сохранение отрядов «сечевиков» в качестве местной полиции (под контролем одного немца-вахмистра на каждый район).
Спустя два месяца Тарас «Бульба» Боровец распустил Полесскую Сечь и отряды вспомогательной полиции из-за нежелания целиком входить в подчинение немцам, однако уже 10 апреля 1942 года вновь их мобилизовал и отдал приказ на борьбу с немецкими оккупантами. Активной военной деятельности отряды УПА-ПС не вели. В немецких документах указано, что они совершают нападения на немецкие объекты только с целью обеспечения своих частей провиантом и обмундированием, а также вступают в эпизодические стычки с советскими партизанами. Подобные действия не наносили противнику значительного урона и давали надежду на достижение компромисса с ним в будущем.
Тарас Боровец осознавал беспомощность его отрядов перед двумя мощнейшими в мире армиями, в связи с чем был вынужден проводить переговоры как с немцами, так и с советскими партизанами. Любопытно, но с обеими сторонами ему удалось достичь компромисса.
Осенью 1942 года бульбовцам удалось договориться с советскими партизанами о нейтралитете. Как писал командир партизанского отряда, Герой Советского Союза, кадровый сотрудник НКВД Дмитрий Николаевич Медведев в автобиографической военной повести «Сильные духом», между ними и украинскими националистами был установлен пароль для взаимного распознавания. Как результат, на время Боровец и его люди прекратили любые враждебные действия против партизан, а против немцев бульбовцы ещё осуществили несколько акций. Всего в течение 1942 они совершили определённое количество нападений на немецкие хозяйственные объекты. Потери врага минимальные — несколько человек.
При этом «сечевики» отказались вести совместные с советскими партизанами боевые действия против оккупантов и уже в декабре 1942 года Тарас Боровец вёл переговоры с рейхскомиссаром Украины Эрихом Кохом о возможности создания «украинской армии».
На это нацисты не могли пойти, потому что перспектива создания отдельной армии на оккупированной территории им была крайне невыгодна, как и независимого украинского государства, однако они всё равно сумели найти подход к Боровцу, потому что после переговоров бойцы, находящиеся в его подчинении, развернули немецкую пропаганду среди местного населения. В частности, распространяли среди населения Полесья прогерманские листовки: «Немец — наш временный враг. Если его не озлоблять, то как он пришёл, так и уйдет».
Тогда же был разорван и нейтралитет с партизанами. Относительно причин существуют разные мнения. Некоторые авторы считают, что подполковник Александр Лукин прекратил отношения с Боровцом после того, как узнал, что последний одновременно ведёт переговоры с немцами. Сам же Боровец утверждал, что нейтралитет был разорван по вине советских партизан, которые расстреляли несколько сечевиков потому, что у них был неправильный пароль для прохода и как потом оказалось, заподозрив о переговорах с немцами, подполковник Лукин самостоятельно сменил пароли, не уведомив об этом Бульбу.
В разведсводке УШПД (Украинского штаба партизанского движения) от 5 декабря 1942 года отмечалось, что бульбовцы на территории Пинской области нападают на мелкие группы советских партизан, разоружают их и избивают, а также распространяют среди населения листовки с призывом: «Бий кацапа-москаля, гони його звiдциля, вiн тобi не потрiбен!».
Начало 1943 года ознаменовалось ещё более ожесточёнными противостояниями бульбовцев и партизан при одобрении немцев, приложивших усилия к тому, чтобы столкнуть их между собой лбами. 20 февраля 1943 года Боровец сделал громкое заявление: «УПА официально вступила в открытую борьбу на два фронта — против двух социализмов: германского и советского».
С этого времени бульбовцы вели бои с мелкими группами советских партизан на территории Белорусского Полесья и Ровенской области, а большие отряды они «пропускали» вперёд, чтобы с ними «воевали немецкие вооруженные и полицейские силы». Рассчитывая столкнуть «два социализма» между собой.
В нацистской администрации рейхскомиссариата поняли, что с этого момента компромисс с бульбовцами практически полностью зашёл в тупик, и вместо того, чтобы сосредоточить все силы на фронте, им придётся бороться на оккупированной территории как с советскими партизанами, так и с национал-украинскими силами. В переписке немецких чиновников оба перечисленных формирования именуют одинаково — бандитами. А украинских националистов даже подозревают в сотрудничестве с Москвой, обращая внимание на успешность их антинемецкой пропаганды среди населения Полесья.
Испорченные отношения между бульбовцами и нацистами приходилось выяснять во время многочисленных переговоров между «Бульбой» и немецкими оккупационными чиновниками. Из сообщения начальника нацистской Полиции безопасности и СД об антинемецкой деятельности Т. Бульбы-Боровца и его отряда:

Кажется, подтверждается тесное сотрудничество банды Боровца с большевистскими бандами, а также поддержка большевиков оружием и боеприпасами. Говорят, Боровец даже получил приглашение в Москву, но функционеры Бандеры из его окружения воспрепятствовали осуществлению поездки. Со стороны большевиков Боровцу было сделано предложение принять на себя командование всеми большевистскими бандами на севере Украины. Он якобы отклонил это предложение и поставил условие, чтобы ему через Москву дали возможность связаться с Лондоном, дабы он мог получить там возможные гарантии самостоятельности Украины в случае победы Англии.

<…>

Борьба с бандой, как и в целом с организацией ОУН, в настоящее время ведётся самыми жёсткими средствами".

Конечно, ни о каком сотрудничестве с Москвой и националистами не могло быть и речи, советские архивные документы 1943 года гласят о непрекращающихся столкновениях бульбовцев и партизан на белорусском Полесье. Летом 1943 года в разведывательной сводке украинского штаба партизанского движения № 62 отмечено, что в среде бульбовцев растут просоветские настроения: «Среди рядового состава бульбовцев наблюдается высказывание в пользу советской власти. Некоторые из них заявляют: „Скорее бы кончилась война, лучше пусть будет советская власть, чем будут править немцы“».
До лета 1943 года существовали две организации с одинаковым названием — УПА-Полесская Сечь (действовавшая в Полесье) и ОУН-УПА (вооруженное формирование Организации украинских националистов), которую позже возглавит и Роман Шухевич.
В июле 1943 года Полесская сечь была переименована в Украинскую народно-революционную армию (по версии Боровца это было связано с тем, чтобы его не ассоциировали с проводившей резню поляков УПА-ОУН(б).
Между двумя группировками началось вооруженное противостояние, и в итоге бульбовцы потерпели поражение. В ночь с 18 на 19 августа 1943 года в Костопольском районе Ровенской области отряды новой ОУН-УПА окружили, атаковали и разгромили руководящий центр бульбовцев, захваченным в плен предложили присоединиться к ОУН-УПА.

### ОУН-Б и УПА
Бандеровская ОУН сразу заявило о себе как о более агрессивной и решительной организации. С нападением Германии на СССР, оуновцы-подпольщики активизировали в советском тылу партизанскую деятельность. К началу войны Краевом провода ОУН на ЗУЗ (западноукраинских землях) удалось мобилизовать в 10000 оуновцев. Боевики ОУН неоднократно нападали на отступающие подразделения Красной армии и НКВД, призывали население не помогать РККА.
10 июля 1941 года на совете группы ОУН(б) обсуждался вопрос отношения к национальным меньшинствам. Относительно белорусов участники конференции сошлись на том, что, так как белорусы не представляют собой сильной военной силы, они охотно пойдут на союз с украинцами и сотрудничество в борьбе против СССР. Хотя и раздавались голоса, утверждающие, что белорусы имеют претензии на некоторые украинские земли, и поэтому с ними надо быть осторожными.
Именно в Белоруссию для борьбы с советскими партизанами в начале 1942 года перебросили 201-й батальон шуцманшафта, костяк которого составили члены ОУН-Б (Е. Побегущий, Р. Шухевич, А. Луцкий и другие). За 9 месяцев пребывания в Белоруссии, по собственным данным, 201-й охранный батальон уничтожил более 2000 советских партизан, потеряв 49 человек убитыми и 40 — ранеными.
Е. Побегущий писал в своих мемуарах то, что белорусы доброжелательно относились к 201 охранному батальону. Подобное же отношение отмечал и другой член ДУН Теодор Крочак.
Однако не все белорусские исследователи согласны с подобными свидетельствами. Так, С. Ёрш утверждает, что деятельность Р. Шухевича в качестве офицера 201 полицейского батальона, вызывала недовольство не только советского руководства, но и белорусских националистов.
Одна из групп БНП приговорила Шухевича к смерти за якобы совершенные им расправы над мирным населением и даже организовала против него теракт. Но Шухевичу удалось спастись. Тем не менее предпринимались определённые попытки установления контактов между ОУН и представителями белорусского национального подполья (сторонниками В. Гадлевского). Возможно, летом 1942 года даже состоялась встреча Шухевича с лидерами БНП. Однако каких-либо конкретных результатов эти контакты, очевидно, не дали.

В ноябре 1942 года двое военнослужащих 201 батальона — командир роты В. Сидор и командир взвода Ю. Ковальский, взяв краткосрочные отпуска, ездили в Киев, где и застрелили на улицах города двух агентов гитлеровской СД, которые были причастны к убийству Д. Мирона (Орлика). Данный инцидент нашёл отображение в немецком документе.
1 декабря 1942 года истек срок годичного контракта военнослужащих батальона, однако никто из них не согласился подписать новый контракт. После этого подразделение было расформировано, а его бывших солдат и офицеров начали по частям перебрасывать во Львов, где рядовых солдат уволили со службы, а офицеров поместили под арест в тюрьму на Лонцкого до апреля 1943 года. Некоторым из них — в том числе Роману Шухевичу — удалось скрыться ещё во время конвоирования во Львов.
С 1943 года на белорусской территории действовала УПА-Север. Наиболее крупным отрядом этой группы было подразделение, именовавшееся «Месть Полесья», входившее в состав ВО «Туров». Командиром отряда был Г. Троцюк. Именно оно осуществило ряд успешных операций против немецких войск на территории Кобринского, Жабинковского и Антопольского районов Брестской области. В частности, в Пинской области отряду УПА в апреле 1943 года также удалось завербовать нескольких партизан Пинского соединения БШПД, которые по приказу бандеровцев убили комиссара отряда им. Суворова Бориса Михайловского и четырёх рядовых. Почувствовав наличие в регионе новой враждебной силы, советские партизаны предприняли контрмеры. Командованием бригады им. Молотова одна из групп УПА была хитростью заманена на переговоры. О дальнейшем вспоминал командир Пинского соединения А. Клещёв: «Во время переговоров нашей группы с группой националистов, подготовленные 2 боевых партизанских отряда бригады имени Молотова окружили их и предъявили ультиматум: сдать всё оружие и самим сдаться командованию бригады. Группа в числе 71 националиста попыталась вступить в бой, но бригада имени Молотова расстреляла их из пулемета до единого человека». Имели место прямые и вооруженные столкновения спецгрупп НКГБ БССР с подпольными формированиями. Так, в сентябре 1943 года группа «Возрождение» в районе местечка Дивин попала в засаду украинских националистов. В ходе завязавшегося боя бойцы группы убили одного нападавшего и трёх ранили. Чекистский отряд потерь не понёс.
Из справки начальника 6-го отделения Отдела по борьбе с бандитизмом НКВД СССР Головлева о ведении украинскими националистами пропагандистской работы среди местного населения и обращениях их к народам СССР:

«<…> В пути своего продвижения отряды националистов ведут борьбу с немцами и партизанами. Личный состав мелких партизанских групп националисты зверски уничтожают.
Среди украинского населения бандеровцы ведут усиленную пропаганду, распространяют листовки, отпечатанные типографским способом за подписью УПА — украинская повстанческая армия, с призывом к активной вооруженной борьбе против Германии и Советского Союза за создание самостоятельного Украинского государства.
В частности ими были распространены листовки с призывом к населению всячески противодействовать проводимой немцами мобилизации молодежи в армию и на работу в Германию»..

Во второй половине 1943 и в начале 1944, когда советские войска уверенно приближались к Западной Украине и Полесью, в Брестской области продолжали действовать значительные силы ОУН, объединённые Брестским окружным проводом (проводы — это территориальные ячейки УПА; делились на подрайонные, районные, надрайонные и окружные; окружные были наиболее крупными) под кодовым названием «Кричевский», однако среди местного белорусского населения они не пользовались поддержкой, о чём свидетельствует архивный документ СССР.
В декабре 1943 года УПА выпустила листовку, адресованную белорусскому народу. В ней во всех бедах белорусов обвинялся «московский империализм»: «целыми веками гнобил Тебя московский империализм. Ещё в царской России московские завоеватели, овладев Твоим народом, лишили Тебя свободы». Любопытно, что «московские завоеватели» обвинялись в том, что «запрягли» белорусский народ в «ярмо помещиков и капиталистов» и заставили его защищать «интересы дворян и капиталистического порядка».
Однако не всегда национальная пропаганда ОУН добивалась успеха. Так, в Давид-Городокском районе Брестской области, по свидетельствам УПА, население преимущественно считало себя белорусами. Автор отчёта округи «Зелень» (Столинский район) осенью 1942 года сокрушался, что местное население безразлично относилось к своей национальности и у него не было четкого представления о том, кто они — украинцы или белорусы.
Из докладной записки командования спецгруппы «Искра» наркому госбезопасности БССР Л. Цанаве о деятельности ОУН-УПА в Белоруссии 20 февраля 1944 года:

[…] Необходимо коротко остановиться на тех исторических моментах, которые произошли в течение 1941—1944 гг. в националистических кругах. Немецкие власти после оккупации западной и восточной Украины, зная о националистических стремлениях помещицко-кулацкой прослойки, эмигрировавшей в 1939 году от советской власти, и зная о том, что это движение может вылиться в вооруженные силы, немцы пошли по пути обмана, допустив украинских националистов к власти, используя это движение в борьбе против Советского Союза. Обманутые немцами националисты охотно пошли им на службу, но вскоре поняли, что они обмануты, и под предлогом помощи немцам в борьбе против «московских императоров» делают резкий поворот против своих «освободителей», заявляя: «Не для того мы боролись против московских эксплуататоров, чтобы отдать наш хлеб Берлину. Не для того мы вели борьбу против большевистской тирании, чтобы попасть в националистическую кабалу и стонать под прусским чоботом». Начавшиеся экспедиции немецких карательных отрядов против националистов окончательно положили конец и веру националистов в своих «освободителей». В 1942 году немецкая жандармерия арестовала основных руководителей ОУН — Бандеру, Мельника, Львовского митрополита Поликарпа и других, что послужило окончательным поворотным толчком на открытую борьбу против немцев. С этого времени националисты окончательно порвали связь со своими «освободителями» и, возрождая свою идею «самостийная Украина», начали проводить широкую агитацию среди населения […]
В результате этого в конце 1942 года появляются первые националистические вооруженные группы ОУН, а в начале 1943 года рост их значительно увеличивается. Ранее созданы нац. комитетами полицейские участки, и воинские отряды в массовом порядке стали переходить на сторону повстанцев, притом переходить в полном вооружении и даже с артиллерией и в течение 1943 года повстанцы освобождают от немецких захватчиков ряд районов Ровенской, Волынской областей и районный центр местечко Дивин Брестской области […]
С первых дней деятельности ОУН по ряду вопросов, а главным образом по практическим, произошел раскол на два течения. Первое, бандеровское, означающее самостоятельное действие националистов без немцев и большевиков за свободную Украину, второе, поликарповское, Левицкого — совместные действия националистов против большевиков, рассчитывая на то, что немцы после войны представят свободу Украине, в результате чего националисты-поликарповцы до сих пор находятся на службе у немцев в Кобрине, Городце, Антополе и Бресте […]

С ростом партизанского движения стало заметно сокращение влияния националистов на население районов Брестской области. В летнее время 1943 года повстанцы неоднократно делали засады против партизан в Дивинском районе, а также вели бои с соединением дважды Героя Советского Союза тов. Фёдорова. Нами установлено, что в деревне Самары и прилегающих к ней хуторах националисты имеют свою комендатуру и там же находится их разведка численностью 50-60 человек вооруженных бандеровцев. Комендантом и командиром разведки является Бриштель Александр Яковлевич, примерно 50 лет, житель деревни Повитье Дивинского района, при польском правительстве занимался бандитизмом, за что сидел в тюрьме около семи лет. С начала организации партизанских отрядов находился в отряде им. Фрунзе, весной 1943 года организовал группу молодежи и ушел к националистам. 18 октября 1943 года Бриштель со своей группой сделал нападение на деревню Повитье, где убил бывшего председателя сельсовета депутата Нестерука и активиста Савчука. Заместителем Бриштеля является Ковальчук, житель деревни Повитье. Работал агрономом села. В районе деревень Речица и Щедровицы расположены два националистических отряда, примерно каждый из них по 100 человек, так называемые отряды «Мазепы» и «Еремы», имеющие на вооружении в большинстве трехлинейные винтовки, десятизарядки (СВТ), некоторые из командного состава вооружены советскими автоматами, а также имеются на вооружении ручные пулеметы. Штаб и все хозяйство указанных отрядов находятся в лесу южнее хутора Замученница и Гусько возле канала Турского водопровода. В деревнях Урочицы и Горы и Щедровских хуторах с этими отрядами проводятся строевые занятия. Основной резиденцией руководства, а также рядового состава являются Самаринские хутора, Кривая Нива и Бродятин […].
До освобождения региона Красной армией к лету 1944 года украинские националисты продолжали партизанить в полесских лесах, нападая как на немцев, так и на советских партизан. В Полесье фактически до ухода нацистов воевали между собой 3 силы.
В середине 1944 года, когда Западная Белоруссия и Западная Украина были полностью освобождены, бандеровцы остались на территории уже Советской Белоруссии. Тогда формирования ОУН-УПА насчитывали примерно 12-14 тыс. человек. В одной только Брестской области к концу 1944 года действовало 120 небольших отрядов ОУН-УПА (по 7-10 человек в каждом).

## Ликвидация
Советская власть начала немедленную борьбу против бандеровцев. Так, из Доклада наркома внутренних дел СССР Л. Берия И. Сталину, В. Молотову и Г. Маленкову об итогах работы по ликвидации националистического подполья по западным областям Украины, западным областям Белоруссии и Литовской ССР следует: «По западным областям Белоруссии. При проведении операций по ликвидации белопольских банд убито 444 и захвачено живыми 927 бандитов; арестовано антисоветского элемента и дезертиров из Красной Армии — 9670. Положение в западных районах Украины и Белоруссии в настоящее время значительно улучшилось, что подтверждается успешным проведением призыва в Красную Армию, хлебозаготовок и других хозяйственных и политических кампаний. Улучшению общего положения способствовали также мероприятия по изъятию и выселению в Сибирь членов семей активных оуновцев и участников бандитских шаек».
С освобождения и до 1946 года украинские повстанцы совершили на территории БССР 2384 диверсии и теракта, в результате которых погибли 1012 человек. К примеру, в октябре 1944 года отряд УПА напал на один из сельских советов Ратновского района Брестской области. Националистами были захвачены несколько милиционеров и членов местного актива. Позднее все были расстреляны. Забрав документы, бандеровцы сожгли здание сельсовета и отошли. В 1945 году украинские повстанцы убили 50 работников НКВД, 8 офицеров Красной армии, 28 рядовых и сержантов Красной армии и войск НКВД, 171 партийно-советского активиста, 298 гражданских лиц.
Ответные меры со стороны советских силовых структур были адекватными складывающейся обстановке. В июле 1946 года в Антопольском районе Брестской области сотрудники госбезопасности при задержании убили оказавшего вооруженное сопротивление антопольского районного проводника Конопленко. В том же году была ликвидирована боёвка Кобринского провода ОУН «Сокол» вместе с её командиром. О неутешительных итогах деятельности ОУН-УПА за 1944—1946 годы свидетельствуют подлинные документы оуновского подполья, захваченные в ходе операции сотрудников НКГБ в Гороховском районе Волынской области у убитого Я. Фонича («Орест»), личного секретаря краевого проводника Ивана Литвинчука («Дубовый», «Максим»). В одном из писем «Максим» сообщал о ситуации в округе ПЗУЗ: «…1945 год исчисляем к наиболее кризисному времени, которое определяется наибольшими потерями как в активе „УПА“, так и в организации». Далее проводник указывал, что во второй половине 1945 года «был уничтожен весь окружной провод Брест-Литовска». Всего в 1944—1946 годах советские органы госбезопасности убили в Белоруссии 3766 украинских повстанцев и ещё 19 050 арестовали.
В апреле 1947 года в Ивановском районе Пинской области НКВД был уничтожен штаб Пинского надрайонного провода ОУН, при этом было арестовано 160 участников националистического подполья. В мае — июне 1948 года в Малоритском районе Брестской области спецгруппой НКГБ был уничтожен крупный отряд УПА. В том же 1948 в Жабинковском районе Брестской области оперативно-войсковая группа НКВД БССР уничтожила Брестский надрайонный провод ОУН. В июне 1949 года ликвидирован штаб Кобринского надрайонного провода ОУН. 17 декабря 1950 года в Малоритском районе Брестской области в результате спецоперации уничтожен глава местного провода ОУН «Соловей».
Последняя украинская партизанская группа была ликвидирована в Ивановском районе Брестской области в 1952 году. Тогда была обнаружена и уничтожена группа надрайонного проводника Ивана Панько «Сикоры».
В отчетах о проявлениях со стороны антисоветского украинского подполья за 1953 год фигурируют лишь боевики-одиночки. По состоянию на апрель 1953 года в розыске значились 159 лиц, принадлежавших ранее к подполью ОУН-УПА.